# واشنطن إرفينغ بيشوب
واشنطن إرفينغ بيشوب (بالإنجليزية: Washington Irving Bishop)‏ هو ساحر استعراضي أمريكي، ولد في 1856، وتوفي في 1899 في نيويورك في الولايات المتحدة.

## وصلات خارجية
- تعرف على قارئ الأفكار الذي مات بسبب تشريح جثمانه: واشنطن إرفينغ بيشوب